# Caitanya-caritāmṛta
īśam īśāvatārakān

tat-prakāśārṁś ca tac-chaktīḥ

kṛṣṇa-caitanya-saṁjñakam»
(Caitanya-caritāmṛta, I, 1, 1)
 Caitanya-caritāmṛta (चैतन्य-चरितामृतम्; "Le gesta immortali di Caitanya") è una delle principali agiografie riguardanti Caitanya (1486–1533), il mistico bengalese fondatore del viṣṇuismo gauḍīya.
L'opera è stata composta da Kṛṣṇadāsa Kavirāja (XVI secolo), principalmente in lingua bengali, ma anche includendo diversi versi in sanscrito.
Unitamente all'agiografia di Caitanya sono esplicitate nell'opera di Kṛṣṇadāsa anche alcune dottrine religiose proprie del viṣṇuismo gauḍīya e del relativo bhakti yoga.

## Contenuti
Il Caitanya-caritāmṛta è diviso in tre sezioni (dette līlā; lett.: "passatempo", "divertimento"): Ādi-līlā ("Passatempo iniziale"), Madhya-līlā ("Passatempo intermedio") e Antya-līlā ("Passatempo ultimo"). Ogni sezione è dedicata a una particolare fase della vita di Caitanya.

### Ādi-līlā
La Ādi-līlā tratta in particolar modo dell'identità teologica di Caitanya con Kṛṣṇa, qui inteso come Dio, la Persona suprema.
Caitanya è quindi il suo avatāra, non solo, ma è manifestazione anche di Rādhārāṇī (Rādhā) che qui è considerata la hlādinī śakti ovvero la "potenza di beatitudine", di "piacere" di Kṛṣṇa stesso. Rādhā non è quindi diversa da Kṛṣṇa se non per il fatto che rappresenta la sua "potenza", quando egli è il "potente". E il mistico Caitanya diviene, sempre in questo contesto, l'avatāra di Kṛṣṇa nell'èra del kaliyuga, incarnando egli stesso anche la "potenza" di Dio ovvero Rādhā. Allo stesso modo i suoi eterni compagni, i componenti del Pañca-tattva, rappresentano vari attributi e manifestazioni della divinità.
Da notare che nella conversazione tra Caitanya e Chand Kazi,
la parola 'indù' è usata più volte, e per la prima volta in ambito indù, per indicare gli abitanti di Navadvīpa che non erano musulmani (yavana).

### Madhya-līlā
La Madhya-līlā tratta del periodo successivo all'ingresso nel saṃnyāsa da parte di Caitanya. In questa parte dell'opera (al cap. 6) è conservato quel dibattito teologico tra Caitanya e Sārvabhauma Bhaṭṭācārya, esponente dell'advaitavedānta. Quindi il pellegrinaggio di Caitanya nel Sud dell'India, esempi delle attività giornaliere di Caitanya e dei suoi devoti durante il Rathayātrā, la festa in onore di Jagannātha a Purī,  l'osservanza di altre festività e le istruzioni sul processo del bhakti yoga impartite a Rūpa Gosvāmī e a Sanātana Gosvāmī.

### Antya-līlā
L'Antya-līlā si occupa dell'ultimo periodo della vita di Caitanya con gli ultimi insegnamenti. Nel 20º capitolo, ai versi 12, 16, 21, 29, 32, 36, 39 e 47 è raccolto lo Śikṣāṣṭakam, l'unica opera di Caitanya giunta a noi.

## Composizione delCaitanya-caritāmṛta
Anche se l'autore,  Kṛṣṇadāsa Kavirāja, non ha mai incontrato Caitanya personalmente, il suo maestro Raghunātha dāsa Gosvāmī (1494–1586) era un discepolo di Caitanya.
Nel comporre la sua opera Kṛṣṇadāsa Kavirāja fa anche riferimento, tra gli altri, al Kṛṣṇa Caitanya-caritāmṛta di Murāri Gupta e al Kaḍacā di Svarūpa Dāmodara.
Kṛṣṇadāsa Kavirāja compose il Caitanya-caritāmṛta, in età piuttosto avanzata, su richiesta dei viṣṇuiti di Vṛndāvana che necessitavano di una biografia della vita di Caitanya. Anche se esisteva già una biografia, il Caitanya bhāgavata, composta da Vṛndāvana Dāsa, nessuno aveva parlato in maniera così dettagliata degli ultimi anni di vita di Caitanya.
Il Caitanya-caritāmṛta di Kṛṣṇadāsa Kavirāja copre in particolar modo l'ultimo periodo della vita di Caitanya descrivendo in modo particolare le sue dottrine religiose.
Il Caitanya-caritāmṛta è stato copiato e diffuso dalla comunità viṣṇuita gauḍīya fin dall'inizio del XVII secolo. In questo periodo la sua popolarità è stata garantita in particolar modo dall'opera di tre predicatori viṣṇuiti:  Śrīnivāsa, Narottama e Śyāmānanda.
Durante il XVIII secolo, tuttavia, le copie del Caitanya-caritāmṛta iniziarono a divenire sempre più rare. Nella sua autobiografia il kāyastha Kedarnath Datta, meglio conosciuto con il nome religioso di Bhaktivinoda Ṭhākura (1838-1914), scrive che per molti anni ebbe problemi a procurarsi una copia del testo. Quando alla fine riuscì a reperirla, Bhaktivinoda la ristampò commentandola. Dopo la sua morte, suo figlio Bimalā Prasād Datta, meglio conosciuto con il nome religioso di Bhaktisiddhānta Sarasvatī (1874-1937), ne diffuse l'opera.